# Merritt Butrick
Merritt Butrick (Gainesville, 3 settembre 1959 – Los Angeles, 17 marzo 1989) è stato un attore statunitense.

## Biografia
È conosciuto per il ruolo di David Marcus, figlio del capitano James T. Kirk, nei film Star Trek II - L'ira di Khan (1982) e Star Trek III - Alla ricerca di Spock (1984). Apparve inoltre nell'episodio Symbiosis della serie TV Star Trek: The Next Generation. All'inizio della propria carriera interpretò il ruolo di "Johnny Slash" Ulasewicz nella sitcom Zero in condotta. Un altro importante ruolo fu quello del figlio di Barbara Hershey nel film I diffidenti (1987).
Merritt morì a Los Angeles nel 1989, a causa di una toxoplasmosi aggravata dall'AIDS, di cui era già malato. Non parlava molto della sua vita privata in pubblico e i motivi per cui contrasse il virus dell'HIV rimangono sconosciuti.

## Filmografia parziale

### Cinema
- Star Trek II - L'ira di Khan (Star Trek II: The Wrath of Khan), regia di Nicholas Meyer (1982)
- Zapped! - Il college più sballato d'America (Zapped!), regia di Robert J. Rosenthal (1982)
- Star Trek III - Alla ricerca di Spock (Star Trek III: The Search for Spock), regia di Leonard Nimoy (1984)
- Palle d'acciaio (Head Office), regia di Ken Finkleman (1985)
- Wired to Kill, regia di Francis Schaeffer (1986)
- I diffidenti (Shy People), regia di Andrej Končalovskij (1987)
- Death Spa, regia di Michael Fischa (1988)
- Ammazzavampiri 2 (Fright Night Part 2), regia di Tommy Lee Wallace (1988)

### Televisione
- Zero in condotta (Square Pegs) - serie TV, 20 episodi (1982-1983)
- Due come noi (Jake & The Fatman) - serie TV, 1 episodio (1988)
- Star Trek: The Next Generation - serie TV, episodio 1x22 (1988)

## Doppiatori italiani
Nelle versioni in italiano delle opere in cui ha recitato, Merritt Butrick è stato doppiato da: 
- Massimo Rinaldi in Star Trek III - Alla ricerca di Spock
- Vittorio De Angelis in Palle d'acciaio